# Søren Rasted
Søren Nystrøm Rasted (Blovstrød, 13 giugno 1969) è un batterista e chitarrista danese, noto per essere uno dei componenti del gruppo musicale Aqua.

## Biografia
Con il gruppo incise due album. Il primo, Aquarium, risalente al 1997, contava hit da primo in classifica quali: Barbie Girl, Dr. Jones, My oh My, Roses are Red. Il secondo album, Aquarius, del 2000, riscosse meno successo del primo ma contava comunque singoli ben posizionati all'interno delle classifiche mondiali, come ricordano Cartoon Heroes e Around the World. Poco dopo la tournée promozionale di Aquarius il quartetto si sciolse. Søren alcuni mesi dopo sposò la voce femminile del gruppo, Lene Grawford Nystrøm, dalla quale si è separato nel 2017.
Nel 2004 con il progetto pop/parlato Lazyboy ha pubblicato l'album Lazyboy TV, e in seguito alcuni singoli. In seguito ha formato assieme al nipote Nicolaj Rasted il gruppo pop Hej Matematik con cui ha pubblicato nel 2008 gli album Vi Burde Ses Noget Mere e Vi Burde Ses Noget Mere; Incl. 'Walkmand' e nel 2010 Alt Går Op I 6, oltre a diversi singoli.

## Discografia

### Con gli Aqua
- 1997 - Aquarium
- 2000 - Aquarius
- 2011 - Megalomania

### Lazyboy
- 2004 - Lazyboy TV

### Hej Matematik
- 2000 - Vi Burde Ses Noget Mere
- 2008 - Vi Burde Ses Noget Mere; Incl. 'Walkmand'
- 2010 - Alt Går Op I 6